# 埃塞俄比亚工人党
埃塞俄比亚工人党（羅馬化：Ye Ityopia Serategnoch Parti）是埃塞俄比亚历史上的一个政党。
该党成立于1984年9月12日，前身是埃塞俄比亚劳动人民党组织委员会，曾宣称信仰共产主义和马克思列宁主义，海尔·马里亚姆·门格斯图任该党总书记，总部设于亚的斯亚贝巴。该党是埃塞俄比亚人民民主共和国执政党和唯一合法政党。
1990年，苏联结束对门格斯图政权的支持，门格斯图政权开始瓦解。同年，该党正式宣布放弃马克思主义意识形态，并改名为埃塞俄比亚民主团结党。
1991年，埃塞俄比亚人民革命民主阵线领导的反政府武装推翻门格斯图政权，门格斯图和众多官员逃往国外。新政权埃塞俄比亚过渡政府成立后，取缔埃塞俄比亚民主团结党，并将该党的大部分领导人逮捕入狱，清算他们在该党执政期间犯下的罪行。